# Vértes Imre (gyógyszerész)
Vértes Imre, Widder (Debrecen, 1905. április 12. – Budapest, 1986. július 16.) gyógyszerész.

## Élete
Widder Sámuel (1876–1913) pénzintézeti pénztáros, bankigazgató és Frisch Róza harmadik gyermekeként született zsidó családban. A nagykárolyi Kegyes-Tanítórendek Vezetése Alatt Álló Római Katolikus Főgimnáziumban érettségizett. Tanulmányait Strasbourgban folytatta, ahol 1927-ben gyógyszerészi, 1928-ban gyógyszerészdoktori oklevelet szerzett, majd visszatért Nagykárolyba, ahol 1942-ig gyakorolta hivatását. 1942-ben a frontra került, s a következő évben átszökött a szovjet csapatokhoz és a magyar partizánszázad parancsnoka lett. 1945. április 1-től kinevezték tartalékos gyógyszerészügyi századossá. Ugyanebben az évben felvették a magyar hadsereg hivatásos állományába. 1946. március 1-jén őrnagyi rangjából alezredessé léptették elő. A következő év júliusában ezredes lett. 1951–1953-ban a Hadtörténeti Levéltár parancsnoka volt, azonban a szovjet mintára előkészített cionista per kiszemelt katonai fővádlottjaként letartóztatták, majd koholt vádak miatt két évet börtönben töltött. 1956-ban rehabilitálták és átmenetileg egy gyógyszertárban helyezkedett el. 1956 és 1967 júniusa között a Fővárosi Tanács Gyógyszertári Központjában előbb szakelőadóként, majd főgyógyszerészként és a központ igazgatójaként dolgozott. 1960-tól 1968-ig betöltötte a Magyar Gyógyszerészeti Társaság alelnöki tisztségét. 1958-tól Genfben az ENSZ Kábítószer Bizottságának a Magyar Népköztársaság képviselője volt, illetve a Nemzetközi Kábítószer Ellenőrző Testület tagja.
A Farkasréti temetőben helyezték végső nyugalomra.

## Díjai, elismerései
- Magyar Szabadság Érdemrend ezüst fokozata (1948)
- A Magyar Köztársasági Érdemrend középkeresztje (1948)
- Az 1941–1945-ös Nagy Honvédő Háborúban Németország Fölött Aratott Győzelemért érdemérem (1948)
- Szocialista Hazáért Érdemrend
- Kiváló gyógyszerész (1960)